# Немчинова, Вера Николаевна
Ве́ра Никола́евна Немчи́нова (1899—1984) — русская, французская и американская балерина и балетный педагог.

В. Н. Немчинова в балете «Лани». 1925. Колизей, Лондон

## Биография
Вера Немчинова родилась 14 (26) августа 1899 года в Москве. В возрасте десяти лет начала учиться балетному искусству у частного преподавателя Л. Р. Нелидовой. С 1915 года жила за границей. Непродолжительное время училась у Элизабет Андерсон. В том же 1915-м, после трёх месяцев обучения с новым преподавателем, Немчинова познакомилась с Сержем Григорьевым, который нанял её в труппу Дягилевского балета. В составе этой труппы балерина танцевала более десяти лет. Её первыми выступлениями стали Мазурка и Па-де-де (с Александром Гавриловым) в «Шопениане» в 1916 году.
В 1923 году С. П. Дягилев поручил французскому композитору Ф. Пуленку написать балет. Пуленк, хотя и был авангардистом, выбрал в качестве источника вдохновения идиллические декорации художника XVIII века А. Ватто. Балет, в котором Немчинова исполнила главную партию, получил название «Ла́ни» (Les Biches, пост. Б. Ф. Нижинской). Его премьера с триумфом прошла 6 января 1924 года. В том же году Дягилев, называвший Немчинову «маленькая Вера», удостоил её титула прима-балерины.
Известна история о споре между Немчиновой и Дягилевым из-за костюма девушки в синем из балета «Лани». Дягилев увидел, как балерина моделирует синюю куртку, которая изначально была гораздо длиннее, и, приказав Григорьеву принести ему ножницы, собственноручно принялся перекраивать костюм: отрезал воротник, сделав глубокий вырез, а затем укоротил до бёдер полы юбки. Когда Немчинова пожаловалась, что чувствует себя голой, он невозмутимо заявил: «Тогда идите и купите себе пару белых перчаток». Так перчатки стали частью хореографии. Позже Немчинова рассказывала, что Дягилев также не хотел, чтобы она носила головной убор.
Впоследствии Немчинова выступала с Леонидом Массином, Джорджем Баланчином, другими танцовщиками. Она первой исполнила главные партии в «Искушениях пастушки» (1924), «Матросах» (1925), танцевала в балетах «Жизель», «Лебединое озеро», «Коппелия», «Волшебная лавка», «Пульчинелла» и др. Из-за технического превосходства Немчиновой в выполнении фуэте Антон Долин настаивал, чтобы балерина добавила их в третье действие «Лебединого озера» после па-де-де белого лебедя; Немчинова всегда считала, что эта вставка омрачает балет, но общая её артистичность компенсировала ущерб, причинённый хореографии Л. И. Иванова.
В 1927 году Немчинова вместе с Антоном Долиным и Анатолием Обуховым создала собственную труппу «Немчинова-Долин Балле», выступала с ней в Театре Елисейских полей с концертами (1928) и гастролировала по Европе, пока Долин не покинул компанию, чтобы вернуться в «Русский балет». Перед отъездом Долин поставил хореографию «Рапсодия в синем» для Немчиновой. Дягилев не любил такую музыку, он с неприязнью относился к джазу и считал его непригодным для балета.
В 1929—1930 гг. Вера Николаевна вместе с танцовщиком Н. М. Зверевым основала «Русский балет Веры Немчиновой». Она была востребованной артисткой, танцевала на концертах и балах, в том числе: в 1930 году на традиционном балу Федерации французских меховщиков в Опера, в 1931-м — на благотворительном балу Союза пажей, в 1934-м — на гала-концертах памяти Анны Павловой, в 1936-м — на первом юбилейном пушкинском вечере в зале Плейель. Также она была прима-балериной Государственного театра в Каунасе, Литва (1931—1935), солисткой труппы «Русского балета Монте-Карло» (с 1936), танцевала в постановках «Русского балета» полковника де Базиля (1939), принимала участие в хореографических спектаклях на парижской выставке «Русские балеты Дягилева».
В 1940 году, спасаясь от войны, она вместе с мужем, танцовщиком Анатолием Обуховым, преуспевшим в классическом балете, переехала в Нью-Йорк. Там Обухов преподавал в Школе американского балета Дж. Баланчина, а Немчинова была приглашённой артисткой Американского театра балета (1943) и Балета Сан-Франциско (1946). В 1947 году она начала свою педагогическую карьеру, преподавала в Школе балетного искусства в Нью-Йорке. В 1962 году открыла собственную Школу классического балета. Частную практику Немчинова продолжала до самой смерти. В числе её известных учеников балерина Мария Юозапайтите, народная артистка Литовской ССР.
Состояла в Международном обществе друзей искусства М. В. Добужинского.
Умерла 22 июля 1984 года в Нью-Йорке в возрасте 84 лет.

## Театральные работы
- «Волшебная лавка» Дж. Россини
- «Искушения пастушки» М. П. де Монтеклера
- «Жизель» А. Адана — Жизель
- «Коппелия» Л. Делиба
- «Лани» Ф. Пуленка
- «Лебединое озеро» П. И. Чайковского — Одетта-Одилия
- «Матросы» Ж. Орика
- «Пульчинелла» Дж. Б. Перголези
- «Спящая красавица» П. И. Чайковского — Аврора
- «Чимарозиана» Ф. Чимарозы

## Личная жизнь
Немчинова дважды выходила замуж и оба раза за танцоров. Первым её мужем был Николай Зверев (1897—1965), русский танцовщик, присоединившийся к «Русскому балету Дягилева» в 1912 году; он был похож на Вацлава Нижинского и иногда заменял его на сцене, хотя имя Нижинского появлялось в программе. Зверев оставался в труппе до 1926 года, а затем гастролировал с Немчиновой. Впоследствии балерина развелась со Зверевым и вышла замуж за Анатолия Обухова. Этот союз длился до 1962 года, пока Обухов не умер от воспаления лёгких в результате того, что из-за пожара он с женой покинул квартиру и был вынужден стоять под дождём холодной зимней ночью.